# Parafia św. Stanisława Biskupa i św. Mikołaja Biskupa w Borszewicach
Parafia św. Stanisława Biskupa i św. Mikołaja Biskupa w Borszewicach – parafia rzymskokatolicka, znajdująca się w archidiecezji łódzkiej, w dekanacie łaskim.
Według stanu na miesiąc luty 2017 liczba wiernych w parafii wynosiła 2000 osób.